# Распространение немецкого языка в мире
Немецкий язык является одним из наиболее часто используемых языков в мире, занимая среди всех языков десятое место по популярности. Также он является одним из наиболее распространённых языков: на немецком говорит более 100 млн человек во всём мире. При этом нужно учитывать, что сам немецкий язык является неоднородным, что создаёт дополнительные сложности для выявления точной численности говорящих на нём. Некоторые немецкие диалекты и наречия, которые относятся к западногерманскому языковому континууму, уже нельзя отнести собственно к немецкому языку, поэтому численность людей, говорящих на них, не учитывается.

## Официальный язык

Официальный язык

В качестве официального немецкий язык используется:
- в Германии (около 80 млн чел.; см. Немецкий язык в Германии);
- Австрии (7,57 млн чел.; см. Немецкий язык в Австрии);
- Лихтенштейне (35,36 тыс. чел.).

Немецкий язык — один из официальных языков:
- Швейцарии (используется наряду с французским, итальянским и ретороманским; около 67 % швейцарцев говорят по-немецки (5 млн чел.); см. Немецкий язык в Швейцарии);
- Люксембурга (наряду с люксембургским и французским; около 474 тыс. чел.);
- Италии (на уровне региона Южный Тироль, наряду с итальянским; около 330 тыс. чел.);
- Бельгии (наряду с французским и нидерландским; 78 тыс. чел.)[3].

## Язык меньшинств

Квадратиками обозначены крупные зоны распространения немецкого языка как языка меньшинств

В качестве языка национальных меньшинств немецкий используется:
- во Франции (1,2 млн чел.; см. Немецкий язык во Франции);
- США (1,1 млн чел.; см. Немецкий язык в США)[4];
- Бразилии (900 тыс. чел.; см. Немецкий язык в Бразилии);
- России (Европейская часть — 75 тыс. чел., Сибирь — 767,3 тыс. чел.);
- Канаде (438 тыс. чел.)[5];
- Нидерландах (386 тыс. чел.);
- Казахстане (358 тыс. чел.);
- Аргентине (300 тыс. чел.);
- Южноафриканской республике (300—500 тыс. чел.);
- Великобритании (230 тыс. чел.);
- Венгрии (200 тыс. чел.);
- Израиле (200 тыс. чел.)[6];
- Парагвае (166 тыс. чел.; см. Немецкий язык в Парагвае)[7];
- Польше (155 тыс. чел.)[8];
- Австралии (150 тыс. чел.; см. Немецкий язык в Австралии);
- Ирландии (100 тыс. чел.);
- Испании (100 тыс. чел.);
- Мексике (80-90 тыс. чел.);
- Греции (45 тыс. чел.);
- Румынии (45 тыс. чел.; см. Немецкий язык в Румынии);
- Украине (35 тыс. чел.);
- Чехии (30 тыс. чел.; см. Немецкий язык в Чехии)[9];
- Намибии (30 тыс. чел.; см. Немецкий язык в Намибии)[10];
- Доминиканской республике (30 тыс. чел.);
- Таиланде (25 тыс. чел.);
- Турции (25 тыс. чел.);
- Киргизии (20 тыс. чел.);
- Дании (20 тыс. чел.; см. Немецкий язык в Дании)[11];
- Чили (20 тыс. чел.);
- Венесуэле (10 тыс. чел.);
- Сербии (5 тыс. чел.);
- Словакии (5,5 тыс. чел.);
- Латвии (3 тыс. чел.);
- Литве (3 тыс. чел.);
- Хорватии (3 тыс. чел.)[12];
- Эстонии (2 тыс. чел.);
- Словении (1 628 чел)[13].

## Изучение

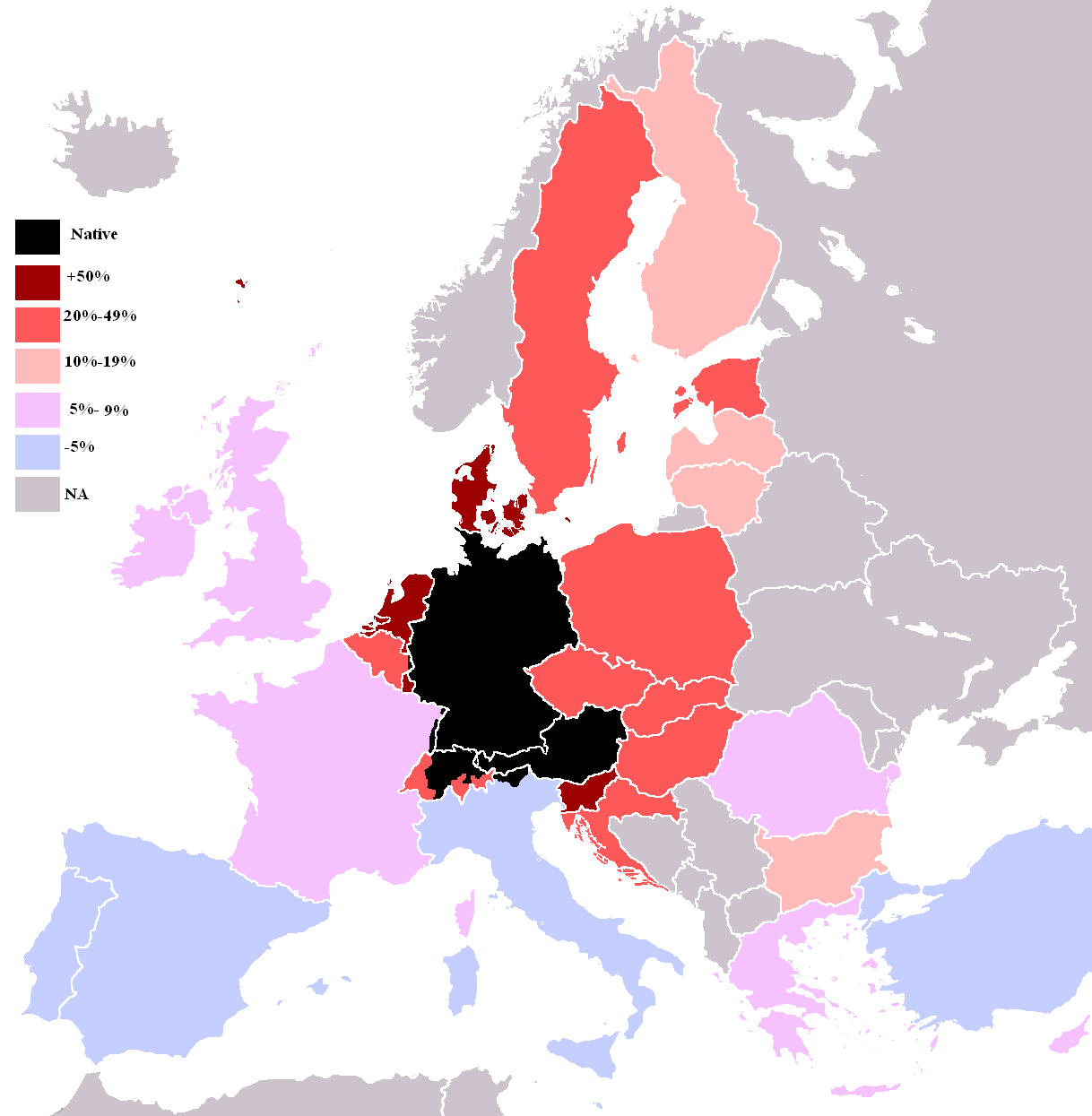
Знание немецкого языка в странах ЕС

## Немецкий язык в международных организациях
Немецкий язык является одним из официальных языков Европейского союза, а также одним из рабочих языков наряду с английским и французским. В Европе немецкий — второй после английского по распространённости язык.
Также немецкий язык используется во многих спортивных региональных и международных федерациях (например, ФИБА, ФИФА, УЕФА и др.), является одним из языков ЕКА и ЕПО.